# Lugdunum

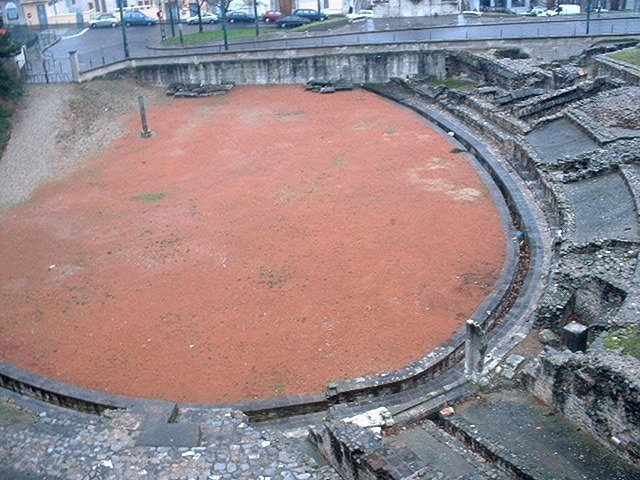
Amfiteatrul Trois Gaules din Lugdunum, azi Lyon

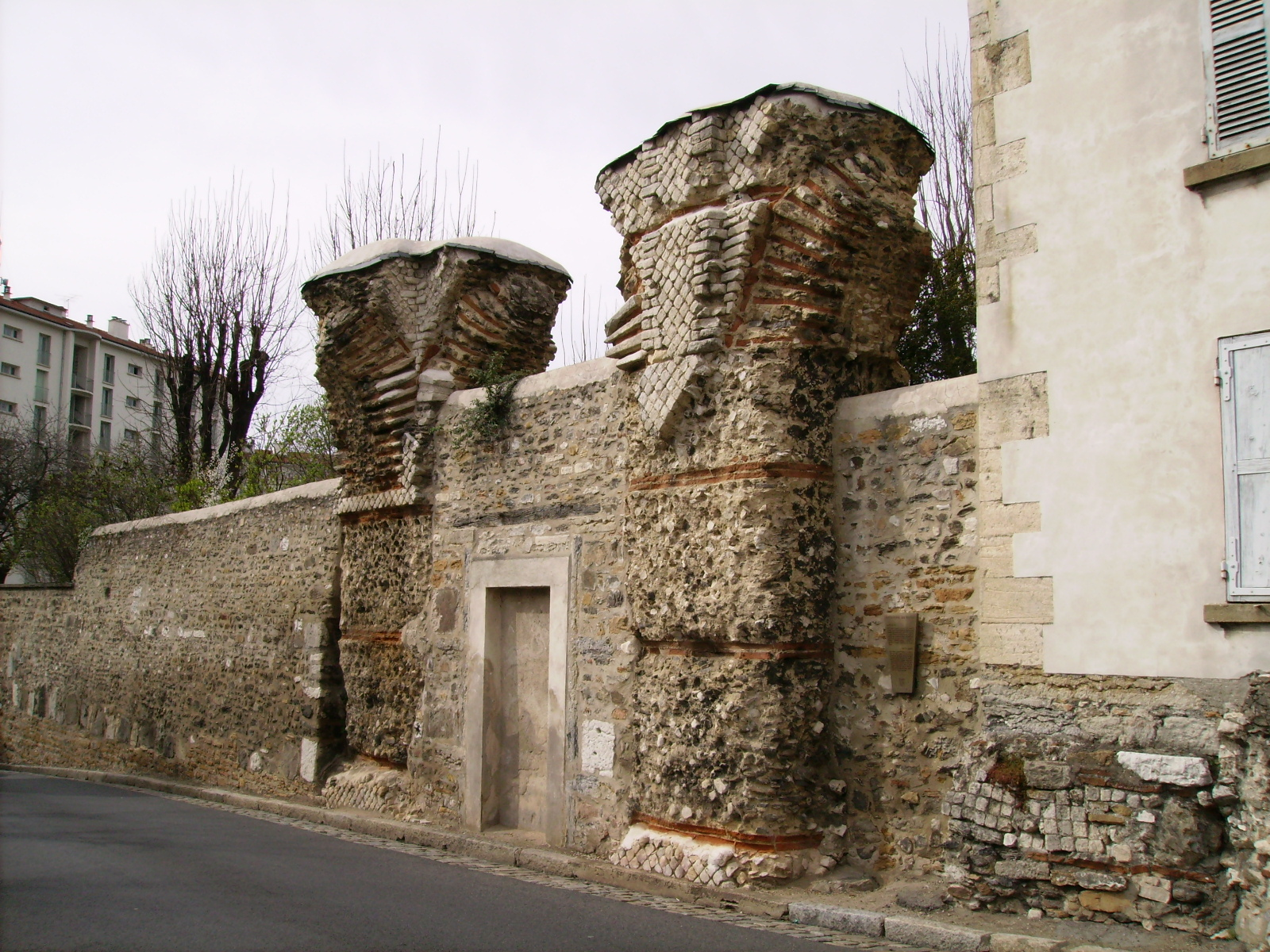
Apeduct roman din Lugdunum

Colonia Copia Claudia Augusta Lugdunum, inițial: Colonia Copia Felix Munatia Lugudunum (astăzi: Lyon, Franța) a fost un important oraș roman în Galia. Orașul a fost fondat în anul 43 î.Hr. de către Lucius Munatius Plancus. Orașul a fost capitala provinciei romane Gallia Lugdunensis. La 300 de ani după înființare, Lugdunum a devenit cel mai important oraș în partea de vest a Imperiului Roman, imediat după Roma. Doi împărați, Claudius (Germanicus) și Caracalla, s-au născut în Lugdunum.

## Personalități născute laLugdunum
Doi împărați romani s-au născut la Lugdunum:
- Claudius, născut în 10 î.Hr.
- Caracalla, născut în 186

Precum și:
- Pilat din Pont, probabil născut la Lugdunum prin 10 î.Hr.[6], mort prin 39.
- Geta, frate al împăratului Caracalla;

## Sfinți, episcopi de Lugdunum
- Pothin de Lyon⁠(fr)[traduceți], primul episcop de Lyon;
- Irineu de Lyon, episcop între 177 și 202;
- Eucherius de Lyon, episcop între 435 și  449.